# Estação Guzmán el Bueno
Guzmán el Bueno é uma estação da Linha 6 e Linha 7 do Metro de Madrid.

## História
A estação foi aberta ao público em 13 de janeiro de 1987, estendendo a Linha 6 da estação Cuatro Caminos até a Ciudad Universitaria, com dois corredores e três acessos externos.
Em 12 de fevereiro de 1999, a seção da Linha 7 entre as estações Canal e Valdezarza, que incluía a estação Guzmán el Bueno, foi inaugurada e aberta ao público.